# SNECMA Atar

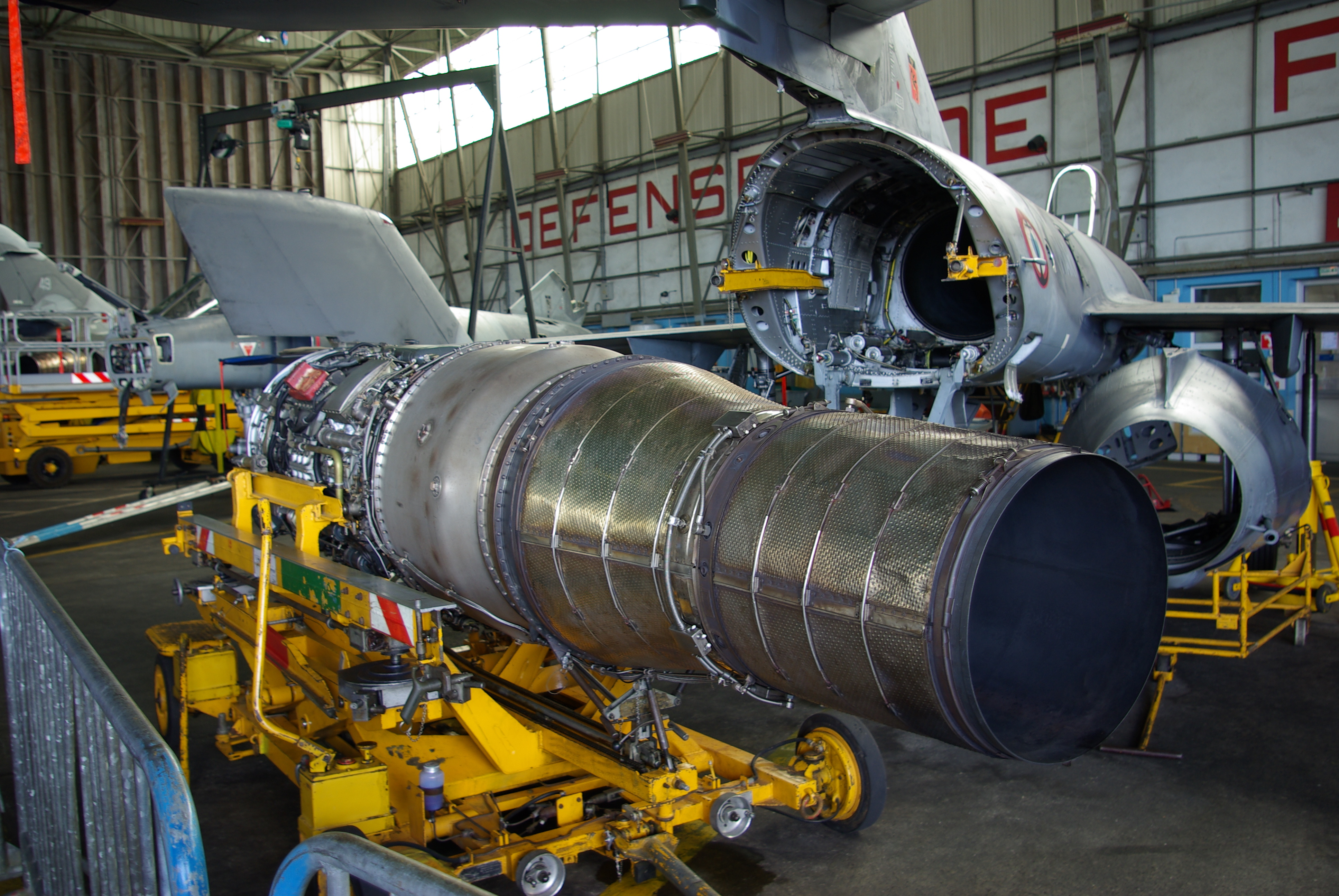
Snecma Atar 8K50

Das Atar ist ein Einwellen-Strahltriebwerk des französischen Herstellers SNECMA. Das erste Triebwerk Atar 101 wurde zwischen 1945 und 1947 unter Leitung von Hermann Oestrich auf Basis des BMW 018 entwickelt und ist wie dieses mit einem Axialkompressor und einer Axialturbine versehen. Es kann mit einem Nachbrenner ausgerüstet werden. Atar steht dabei für das 1945 ins Leben gerufene Atelier Aéronautique de Rickenbach, einer Interimsforschungseinrichtung in Lindau-Rickenbach am Bodensee.

## Varianten
Der Zeitgenössische Name des Entwicklers, zu welchem das Entwicklungsteam noch 1946 wechselte lautete «Société Aéroplanes Voisin». Die ersten Standläufe des neuen Triebwerks fanden 1948 statt bei einem erreichen Schub von 1700 Kilogramm. Angeboten worden war das Triebwerk schon früh, so planten die FFA Altenrhein im September 1948 den Einbau eines solchen Triebwerks Atar 101B in ein Versuchsflugzeug P-26.12. Der Hersteller führte das Atar 101 erstmals 1949 am Salon de l’Aéronautique vor. Es verfügte über Luftgekühlte Hohlschaufeln in der Turbine. Als Anlasser diente ein fest eingebauter 25-PS-Zweitakt-Benzinmotor, der auch als Hilfsaggregat für zellseitige Systeme verwendet werden sollte. In diesem Jahr erreichte man einen Schub von 2200 Kilogramm, das folgende Atar 101B erreichte 2600 Kilogramm Schub. Das Triebwerk war im Jahr 1950 so weit, in der Luft getestet zu werden, wozu ein Marauder-Bomber mit dem zivilen Kennzeichen F-WBXM verwendet wurde.

### Atar 101
Das Atar 101 verfügte über einen siebenstufigen Kompressor und eine einstufige Turbine und wurde unter anderem in der Version 101E in der Dassault Super Mystère verwendet. Es wurden verschiedene Varianten hergestellt, das erste (Klein-)Serientriebwerk war die Atar 101B. Dieses Triebwerk trieb 1952 den Prototypen der Vautour an wie auch eine Prototypen-Version der Dassault Ouragan. Im Versuchsflugzeug Nord 1402 ermöglichte das Triebwerk erstmals in Europa einen Horizontalflug mit Überschallgeschwindigkeit ohne die Verwendung eines Nachbrenners.

#### Technische Daten SNECMA ATAR 101 D3
- Kompressor: 7-stufig
- Durchmesser 1. Stufe: 707 mm
- Kompression: 4,5:1
- Brennkammer: Ringbrennkammer
- Anzahl Brenner: 20
- Turbine: 1-stufig
- Durchmesser: 835 mm
- Länge: 3883 mm mit Schubrohr
- Generator: 24 V
- Gewicht: 870 kg
- Schub max: 28 kN bei 8300 min−1 (10 min)
- Schub Dauer: 23,5 kN bei 7900 min−1
- Leerlaufschub: 1,7 kN max.
- Kraftstoffverbrauch: 113 kg h−1 kN−1 bei Volllast

### Atar 8
Das Atar 8 erhielt eine zweistufige Turbine und einen verbesserten Kompressor, verfügte aber über keinen Nachbrenner. Die Entwicklung fand zwischen 1954 und 1956 statt. Das Triebwerk Atar 8B wurde in der Dassault Étendard IV verwendet. Die Variante Atar 8K-50 war eine vereinfachte Version des Atar 9K-50 für die Dassault Super Étendard.

### Atar 9

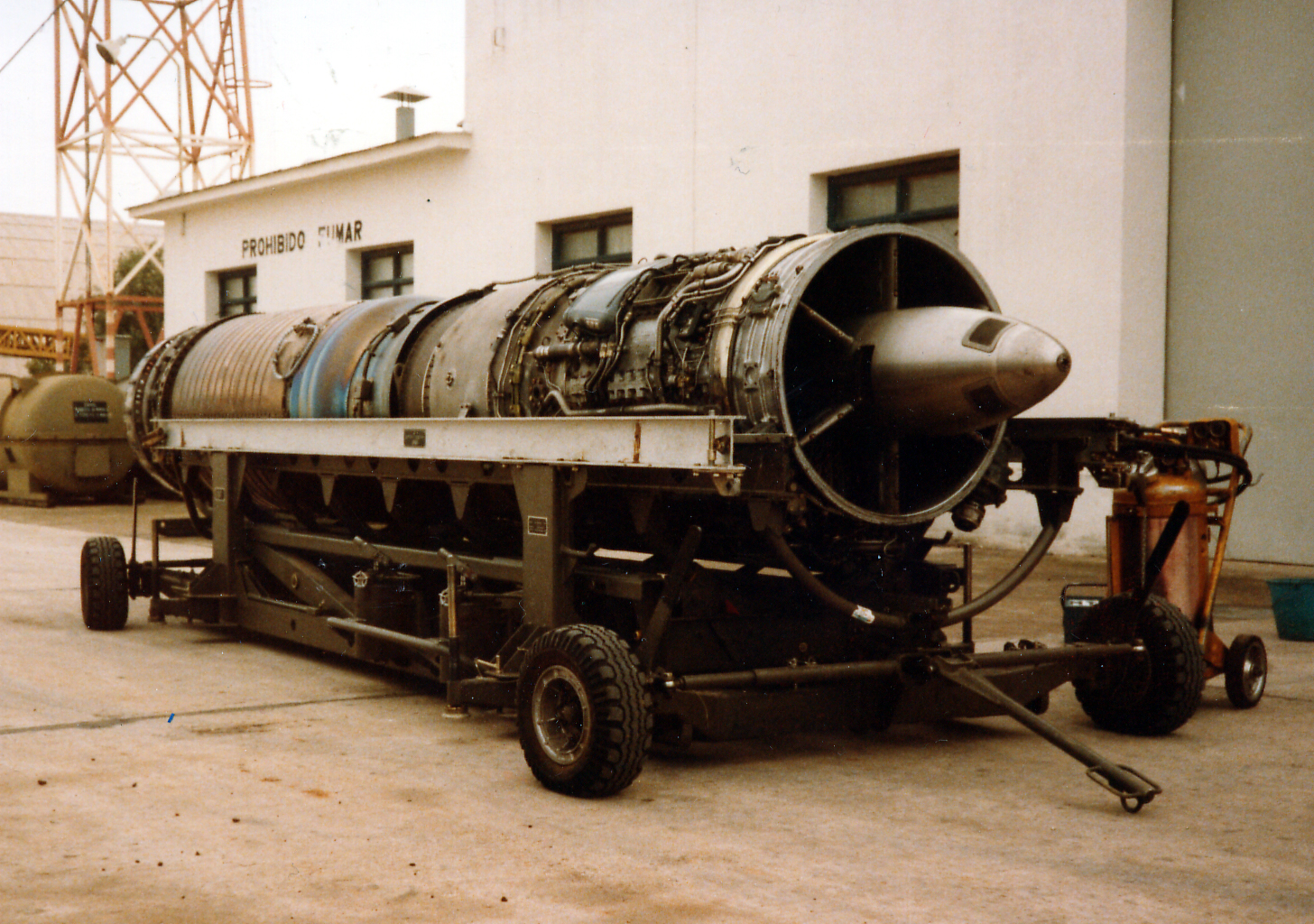
Atar 09C

Beim Atar 9 wurde der Kompressor mit 9 Stufen ausgeführt und verfügte weiterhin über eine zweistufige Turbine, in dieser Version gefolgt vom Nachbrenner. Das Atar 9C wurde in der Dassault Mirage III and 5 verwendet. Die in der Schweiz bei Sulzer in Lizenz gebauten Atar-Triebwerke bestanden aus rund 27270 Einzelteilen. Die Variante Atar 9K-10 mit verbesserten Brennkammern und Turbinenschaufelkühlung wurde in die Dassault Mirage IV eingebaut. Das Atar 9K-50 ist ein weiter verbessertes Atar 9C mit einem überarbeiteten Kompressor und einer neu entwickelten Turbine. Es wurde bei der Dassault Mirage F1 und Mirage 50 verwendet.

#### Technische Daten Atar 9C
- Schub: 42,0 kN ohne, 58,9 kN mit Nachbrenner
- Verdichtungsverhältnis: 5,2:1
- Luftdurchsatz: 68 kg/s
- Spezifischer Kraftstoffverbrauch: 103 kg h−1 kN−1, 207 kg h−1 kN−1 mit Nachbrenner
- Länge: 5,9 m
- Durchmesser: 1,0 m
- Gewicht: 1456 kg

#### Technische Daten Atar 9K50
- Schub: 49,2 kN ohne, 70,6 kN mit Nachbrenner
- Verdichtungsverhältnis: 6,5:1
- Luftdurchsatz: 72 kg/s
- Spezifischer Kraftstoffverbrauch: 99 kg h−1 kN−1, 200 kg h−1 kN−1 mit Nachbrenner
- Länge: 5,9 m
- Durchmesser: 1,0 m
- Gewicht: 1582 kg